# Riddarfjärden
Riddarfjärden (svédül: Lovagok öble) a Mälaren tó egyik öble Stockholm központjában. Stockholm 1250-ben épült a Mälaren egyik szigetén ott, ahol beleömlik a Balti-tengerbe. Ezt a szigetet Stadsholmennek hívják és az óvárost alkotja két másik kis szigettel (Riddarholmen és Helgeandsholmen). A szigetet északon Norrmalm, délen Södermalm, nyugaton a Riddarfjärden, keleten pedig a Stockholms ström határolja.
A kép Södermalm dombjain volt fényképezve. Balról jobbra a látnivalók:
- Västerbron (híd)
- Kungsholmen sziget
- A stockholmi városháza, a vörös épület a harangtoronnyal
- Klara Kyrka templom Norrmalm-on (zöld, réz tetővel)
- az öt felhőkarcoló a Sergels torg északi részén
- a Riddarholmskyrkan magas vas-tornya a Riddarholmen szigeten
- a Storkyrkan sárga tornya a stockholmi királyi palota előtt
- a Tyska Kyrkan (német templom) keskeny tornya a Stadsholmen szigeten
- a távolban a rádió és TV torony (Kaknästornet)